# Jewgeni Jewgenjewitsch Flint
Jewgeni Jewgenjewitsch Flint (russisch Евгений Евгеньевич Флинт; * 7. Septemberjul. / 19. September 1887greg. in Moskau; † 10. November 1975 ebenda) war ein russischer Kristallograf und Hochschullehrer.

## Leben
Flint studierte an der physikalisch-mathematischen Fakultät der Universität Moskau (MGU) mit Abschluss 1916.
Nach der Oktoberrevolution war Flint Professor 1925–1930 am Lehrstuhl für Kristallographie der MGU und dann Professor am Lehrstuhl für Mineralogie und Kristallographie des Moskauer Instituts für Geologische Exploration (MGRI, jetzt Russische Staatliche Ordschonikidse-Universität für Geologie), bis er 1962 in den Ruhestand ging. Daneben arbeitete er ab 1938 im Laboratorium für Kristallographie der Akademie der Wissenschaften der UdSSR (AN-SSSR, seit 1991 Russische Akademie der Wissenschaften (RAN)), das 1943 das Institut für Kristallographie der AN-SSSR wurde mit Alexei Wassiljewitsch Schubnikow als Direktor.
Im Mittelpunkt der wissenschaftlichen Arbeit Flints standen die Bestimmung der Kristallstrukturen und Gitterparameter von Kristallen und die entsprechenden Messmethoden. Mit den Ergebnissen erstellte er einen Katalog mit fast 1000 Pyro- und Piezokristallen. 1939 erschienen die Grundlagen der Kristallographie von Georgi Borissowitsch Boki, Schubnikow und Flint, die das Handbuch der Kristallographen wurden. 1948 wurde Flint zum Doktor der geologisch-mineralogischen Wissenschaften promoviert.
Flints Sohn war der Zoologe Wladimir Jewgenjewitsch Flint (1924–2004).
Flints Grab befindet sich auf dem Moskauer Donskoi-Friedhof.

## Ehrungen
- Medaille „Für heldenmütige Arbeit im Großen Vaterländischen Krieg 1941–1945“
- Leninorden (1953)